# Synagogue de Maizières-lès-Vic
La synagogue de Maizières-lès-Vic est une synagogue située dans la commune française de Maizières-lès-Vic dans le département de la Moselle dans le Grand Est.

## Histoire
Cette petite synagogue rurale est construite entre 1868 et 1872 d'après les plans de l'architecte Ferdinand Boudot (1816-1889) de Sarrebourg, qui a également construit la synagogue de Phalsbourg en 1857.
La période de construction coïncide alors à une époque où la communauté juive rurale perdait des membres. Le Consistoire de Nancy en est le constructeur officiel et le financement est assuré par des subventions de la communauté politique et de l'État. En 1890, la synagogue ferme car il n'y a plus de communauté juive dans le village.
En 1911, la synagogue est vendue et depuis lors, elle est utilisée comme grange et poulailler.
La synagogue désaffectée est inscrite au titre des monuments historiques par arrêté du 18 mai 2009 pour son arche sainte et en totalité par arrêté du 28 mars 2012.
En 2015, le bâtiment a été détruit par un incendie.

## Description
La façade principale est ornée d'une petite rosace. Le portail classique comporte une inscription en hébreu.
L'intérieur a conservé une monumentale arche sainte de style classique. Il s'agit d'une structure en grès et bois, peinte en faux marbre, pilastres surmontés de chapiteaux ioniques, entablement et fronton cintré. Il ne reste rien de l'estrade de lecture. La tribune réservée aux femmes est encore en place.